# Самсонов, Юрий Степанович
Ю́рий Степа́нович Самсо́нов (6 июня 1930, Сибирский край — 28 июня 1992, Иркутск) — русский советский прозаик, писатель-фантаст, детский писатель, журналист, редактор.
Член Союза писателей СССР (1966). Член Союза российских писателей. Главный редактор альманаха «Ангара» (1967—1969).

## Биография
Родился 6 июня 1930 года в Сибирском крае (ныне — Балахтинский район Красноярского края).
В 1953 году окончил Иркутский педагогический институт. Член КПСС с 1953 года.
Работал в редакции газеты «Восточно-Сибирская правда» (Иркутск), корреспондентом ТАСС на Братской ГЭС.
В 1965 году обратил внимание на своё творчество после участия во Всесоюзном литературном семинаре в Чите, вошёл в так называемую Иркутскую стенку, наряду с участвующими в данном семинаре литераторами-земляками: Александром Вампиловым, Валентином Распутиным, Леонидом Красовским, Геннадием Машкиным, Дмитрием Сергеевым, Вячеславом Шугаевым и Ростиславом Филипповым.
В 1966 году стал профессиональным литератором.
В 1967—1969 годах был главным редактором иркутского литературного альманаха «Ангара» (ныне журнал «Сибирь»), выпустил 12 номеров. Был снят с этой должности за публикацию «Сказки о тройке» А. и Б. Стругацких, получил от бюро Иркутского обкома КПСС строгий выговор с занесением в учётную карточку.
В 1971 году окончил Высшие литературные курсы Литературного института им. А. М. Горького.
По словам Бориса Стругацкого: 

Замечательный мужественный человек, — по тем поганым временам большая редкость, я бы даже сказал — уникум.— OFF-LINE интервью с Борисом Стругацким. Август 2009

## Творчество
Первый рассказ был опубликован в газете «Восточно-Сибирская правда» (Иркутск) в 1955 году.
Первая книга «Максим в стране приключений» вышла в Иркутске в 1963 году.
Произведения публиковались в журнале «Пионер», альманахе «Ангара», газете «Литературная Россия» и других изданиях.
Автор сказок, фантастических рассказов, повестей и романов.
В Иркутске произведения входят в региональную школьную программу по внеклассному чтению.